# Glasgowska lestvica kome
Glasgowska lestvica kome (angl. Glasgow Coma Scale, GCS) je standandizirana ordinalna lestvica, ki ocenjuje stopnjo motnje zavesti oziroma odzivnosti bolnika glede na odpiranje oči, govorno odzivnost in motorično odzivnost, pri čemer pomeni najnižja vrednost najtežjo klinično sliko. Prva sta jo leta 1974 na osnovi teoretičnega znanja o nezavesti opisala Graham Teasdale in Bryan J. Jennett, nevrokirurga z glasgowske univerze. Sprva je bila namenjena kot osnovno raziskovalno orodje pri spremljanju stanja zavesti pri osebah s poškodbo glave. Danes se uporablja na več področjih, kjer prihaja do motenj zavesti. Po glasgowski lestvici kome lahko pacient zbere 3 do 15 točk, pri čemer 3 točke pomenijo najslabši odziv (globoka koma ali smrt), 15 pa najboljši odziv (pacient pri popolni zavesti). 

## Merila za oceno
Pri oceni stopnje zavesti z glasgowsko lestvico kome se pri pacientu ocenijo odpiranje oči, govor in motorični odziv:
| Točke   | Odpiranje oči   | Govor                 | Motorični odziv                    |
| ------- | --------------- | --------------------- | ---------------------------------- |
| 6 točk  | —               | —                     | uboga ukaze                        |
| 5 točk  | —               | orientiran govor      | smiselni odzivi                    |
| 4 točke | spontano        | zmeden govor          | odzivi umika                       |
| 3 točke | na ukaz         | neustrezne besede     | odzivi v fleksiji (upogibanju)     |
| 2 točki | na bolečino     | nerazumljivi glasovi  | odzivi v ekstenziji (iztezanju)    |
| 1 točki | brez odziva oči | brez govornega odziva | brez odziva na bolečinski dražljaj |

Primer ocene po glasgowski lestvici kome: bolnik, ki odpre oči na ukaz, je orientirano pogovorljiv ter se gibalno odziva v ekstenziji, zbere 10 točk (3 + 5 + 2).

### Prilagoditev lestvice za otroke
Za otroke je lestvica pri govornem odzivu prilagojena:
| Točke   | Odrasli in otroci ≥5 let | Otroci do 5 let     | Dojenčki (in intubirani pacienti) |
| ------- | ------------------------ | ------------------- | --------------------------------- |
| 5 točk  | orientiran govor         | normalno komunicira | normalen izraz obraza             |
| 4 točke | zmeden govor             | razdražljiv jok     | odzove se na dotik                |
| 3 točke | neustrezne besede        | neprimerno joka     | grimase ob bolečini               |
| 2 točki | nerazumljivi glasovi     | občasno postoka     | malo se odzove na bolečino        |
| 1 točki | brez govornega odziva    | se ne oglaša        | brez odziva na bolečino           |